# بنی‌قریظه

نقشه شبه جزیره عربستان در سال 600 پس از میلاد، قبایل مختلف عرب و مناطق استقرار آنها را نشان می دهد. لخمیدها (زرد) به عنوان مشتریان امپراتوری ساسانی یک سلطنت عرب تشکیل دادند، در حالی که غسانیان (قرمز) یک سلطنت عرب را به عنوان مشتریان امپراتوری روم تشکیل دادند. نقشه ای که توسط دانشگاه انگلیسی هارولد دیکسون در طول جنگ جهانی اول منتشر شد و حضور قبایل عرب در غرب آسیا، 1914 را نشان می داد.

بنی‌قُرَیْظه (به عبری: שבט בני קוריט'ה) یکی از قبایل یهودی ساکن در مدینه، به ریاست کعب بن اسد بود که تا قرن هفتم میلادی در شمال عربستان در حومهٔ یثرب (مدینه) زندگی می‌کردند. در مورد خاستگاه بنی‌قُریْظه (همانند باقیماندگان یهودیانِ مدینه) اطلاعات کافی در دست نیست؛ برخی گفته‌اند آن‌ها نوادگان قبایل یهودی مهاجر بودند یا اعرابی که به یهودیت گرویده و در عین پایبندی به یهودیت، با اعراب ازدواج کرده و از بسیاری از آداب آن‌ها تأثیر پذیرفته بودند. به نظر می‌آید که قبایل یهودی (که اقلیتی از جمعیت مدینه را تشکیل می‌دادند) در کشاورزی پیشرو و ممتاز بوده‌اند و در برهه‌هایی از تاریخ از نظر سیاسی نیز غالب بوده‌اند، ولی قدرت سیاسی و حکومتی آن‌ها بعدها رو به افول گذاشته بود.
حدود صد سال قبل از هجرت محمد از مکه به مدینه بین قبایل مختلف مدینه درگیری درگرفته و به تدریج تمامی اهالی مدینه وارد آن شده بودند. در این میان قبایل یهودی گهگاه در جبهه‌های مخالف هم می‌جنگیدند.
گفته می‌شود که قبایل یهودی در زمان جنگ‌های بین ساسانیان و رومیان به ناحیه حجاز در عربستان مهاجرت کردند. قبایل یهودی کشاورزی را به همراه خود آوردند و همین موضوع آن‌ها را از نظر فرهنگی، اقتصادی، و سیاسی بر ساکنان آنجا برتری می‌داد. اما با مهاجرت دو قبیله عرب بنی اوس و بنی خزرج از یمن، قبایل یهودی غلبه خود را از دست دادند. هنگامی که بین قبیله اوس و خزرج درگیری درگرفت، قبایل یهودی (که حال موالی، یا متحدان اعراب شده بودند) در جبهه‌های مخالف هم جنگیدند. در این میان بنی‌قُریْظه سمت قبیله اوس بود.

## هجرت محمد از مکه به مدینه و جنگ احزاب
یکی از دلایل دعوت محمد به مدینه رفع اختلافات میان گروه‌های درگیر بود. وقتی محمد از مکه به مدینه هجرت کرد با تهیه میثاقی بین گروه‌های درگیر صلح ایجاد کرد. این میثاق حقوق و وظایف قبایل مدینه نسبت به یکدیگر را مشخص می‌کرد.
در سال پنجم هجرت، متعاقب جنگ‌های بدر و احد، ابوسفیان به کمک قبایل تبعید شده بنی نضیر و بنی‌قینقاع، شهر مدینه را با هدف تخریب جامعه مسلمانان محاصره کرد. مسلمانان به پیشنهاد سلمان فارسی برای مقابله با مهاجمان، خندقی در شمال و غرب مدینه کنده بودند. در طول دو هفته‌ای که مدینه تحت محاصره بود، لشکر احزاب با بنی‌قُریْظه که در جنوب مدینه ساکن بودند وارد مذاکره شدند و آنان برخلاف پیمانی که با محمد بسته بودند، جانب دشمنان او را گرفتند. محمد برخی از مسلمانان را برای صحبت با بنی‌قریظه فرستاد. محمد سعی کرد که از به نتیجه رسیدن مذاکرات بین بنی‌قُریْظه و احزاب جلوگیری کند. مذاکرات نهایتاً بی‌نتیجه ماند. در مورد میزان حمایت بنی‌قُریْظه از احزاب در هنگام جنگ اختلاف نظر وجود دارد.

## کشتار بنی‌قریظه

### قتل‌عام زندانیان بنی‌قریظه

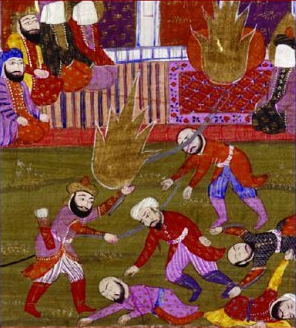
نقاشی مینیاتور از قرن نوزدهم/ قبیله بنی قُریْظه/ اثر محمد رفیع موجود در کتابخانه بریتانیا

پس از پایان جنگ مسلمانان به قلعه‌های یهودیان حمله بردند. بنی‌قُریْظه به مدت ۲۵ روز (به نقل از ابن اسحاق) یا ۱۵ روز (به نقل از واقدی) در تیراندازی شدید در برابر مسلمانان مقاومت کردند ولی مسلمانان موفق به پیشروی شدند. یهودیان به سرعت به این نتیجه رسیدند که باید تسلیم شوند؛ ابتدا نماینده‌ای فرستادند تا بگویند که حاضرند، به همان شرایطی که بنی نضیر از مدینه رفتند، از مدینه بروند ولی محمد این شرط را قبول نکرد و گفت که باید بدون هیچ شرطی تسلیم شوند. در حالی‌که بنی‌قریظه چاره‌ای جز تسلیم نمی‌دیدند، امیدشان به وساطت اوسیان بود که در گذشته با آنان هم‌پیمان بودند.
ابن هشام می‌نویسد: دلیل نهایی تسلیم بنی‌قریظه این بود که علی ابن ابیطالب فریاد کشید «به خدا سوگند یا شربتی که حمزه نوشید را می‌نوشم یا قلعه آنان را می‌گشایم.» در این لحظه قریظیان گفتند ای محمد! حکمیت سعد بن معاذ را می‌پذیریم. اوسیان از محمد خواستند که به خاطر آنان از بنی‌قریظه درگذرد و محمد نیز حکمیت سعد بن معاذ را پذیرفت.
سعد که خود در جنگ زخمی شده بود هر دو طرف را واداشت تا موافقت نامه‌ای را امضا کنند که بنا بر آن، قول دهند پذیرای قضاوت او باشند. بعد او دستور داد بنی‌قریظه تسلیم شوند و قلعه‌هایشان را ترک گفته و تحت اسارت مسلمانان در آیند. سعد رأی بر این داد که همهٔ مردان باید اعدام شوند و زنان و فرزندان به عنوان اسیر جنگی به بردگی گرفته شوند. پیامبر اسلام نیز گفت که حکم سعد مطابق حکم خداوند است.
پس محمد به علی ابن ابیطالب دستور داد که تمامی مردان و نو جوانانی که موی زهار آنها رشد کرده بود را گردن زند. پس اسیران به دست علی ابن ابی طالب و زبیر ابن العوام گردن زده شدند. در تاریخ‌های مختلف تعداد اسیرهایی که به قتل رسیدند. متفاوت است برخی گفتند ۵۵۰ نفر برخی گفتند ۸۰۰ نفر قتل‌عام شدند.
یک زن قریظی نیز، که یک مسلمان را کشته بود، به قتل رسید. یکی از مردان قبیله به نام رفاعة بن سِموال به وساطت سَلمی' دختر قیس، از خاله‌های محمد بخشیده و جوانی نابالغ به نام عطیة القُریظی آزاد شد. این دو مسلمان شدند و نامشان در ردیف صحابه آمده است.

### تحلیل
طبق روایات اسلامی، قرآن در آیه 33:26 به اختصار به این حادثه اشاره می کند. فقهای مسلمان با استناد به آیه 55-58 سوره الانفال به عنوان توجیهی برای رفتار با بنی قریظه نگاه کرده اند و استدلال می کنند که قریظه پیمان خود را با محمد شکستند و بنابراین تصمیم سعد بن معاذ در انکار طرف محمد از پیمان و اعدام دسته جمعی قریظه موجه شد.

## اشاره قرآن به جنگ احزاب و اسارت بنی‌قریظه
آیات ۵۶ تا ۵۸ سوره انفال و ۲۶ و ۲۷ سوره احزاب راجع به جنگ بنی‌قریظه است.
دربارهٔ چگونگی آغاز جنگ، سید محمدحسین طباطبایی در تفسیر المیزان در بحث روایی آیات ۹ تا ۲۷ سوره احزاب به نقل از مجمع البیان از زهری و عروه نقل می‌کند:
وقتی رسول خدا از جنگ خندق برگشت، و ابزار جنگ را به زمین گذاشت، و استحمام کرد، جبرئیل برایش نمودار شد، و گفت در انجام جهاد هیچ عذری باقی نگذاشتی، حال می‌بینیم لباس جنگ را از خود جدا می‌کنی، و حال آنکه ما نکنده‌ایم. رسول خدا از شدت ناراحتی از جای پرید، و فوراً خود را به مردم رسانید، که نماز عصر را نخوانند، مگر بعد از آنکه بنی‌قریظه را محاصره کرده باشند … رسول خدا، علی بن ابی‌طالب را به عنوان مقدمه جلو فرستاد، و لواء جنگ را به دستش داد، و فرمود، همه جا پیش برو، تا لشکر را جلو قلعه بنی قریظه پیاده کنی، علی از پیش براند، و رسول خدا به دنبالش براه افتاد، در بین راه به عده‌ای از انصار که از تیره بنی غنم بودند برخورد، که منتظر رسیدن آن جناب بودند، و چون آن جناب را دیدند خیال کردند که آن حضرت از دور به ایشان فرمود ساعتی قبل لشکر از این‌جا عبور کرد؟ در پاسخ گفتند: دحیه کلبی سوار بر قاطری ابلق از اینجا گذشت، درحالی‌که پتویی از ابریشم بر پشت قاطر انداخته بود، حضرت فرمود: او دحیه کلبی نبود، بلکه جبرئیل بود، که خداوند او را مأمور بنی‌قریظه کرده، تا ایشان را متزلزل کند، و دل‌هایشان را پر از ترس سازد.
در منابع دیگری مانند
، کتاب الصحیح من سیره النبی الاعظم سید جعفر مرتضی عاملی - جلد ۱۱ - صفحهٔ ۳۳، المستدرک علی الصحیحین ابوعبدالله حاکم نیشابوری - جلد ۳ - صفحهٔ ۳۴، کتاب در المنثور جلال‌الدین سیوطی - جلد ۳ - صفحهٔ ۱۷۸و مسند احمد بن حنبل، جلد ۶، صفحهٔ ۱۴۲نیز آورده‌اند که جبرئیل به صورت دحیه کلبی آمد و به محمد، دستور حمله به بنی‌قریظه را داد.

## دیدگاه‌ها
روح‌الله خمینی دربارهٔ مجازات بنی‌قریظه می‌گوید:
اسلام در عین حالی که تربیت است، یک مکتب تربیت است، لکن آن روزی که فهمید قابل تربیت نیست، هفتصد نفرشان را در یک جا، یهودی بنی‌قریظه را در حضور رسول‌الله می‌کشند، گردن می‌زنند به امر رسول‌الله.
همچنین وی در کتاب آداب نماز، درباه قتل ایشان می‌گوید:
حتّی کسانی که نور ایمان و سعادت ندارند و آنها را با جهاد و امثال آن به قتل می‌رسانند ـ مثل یهود بنی قریظه ـ برای خود آنها نیز این قتل صلاح و اصلاح بود؛ و می‌توان گفت از رحمت کاملهٔ نبیّ ختمی قتل آنها است؛ زیرا که با بودن آنها در این عالم در هر روزی برای خود عذاب‌های گوناگون تهیّه می‌کردند، که تمام حیات این‌جا به یک روز عذاب و سختی‌های آنجا مقابله نکند؛ و این مطلب برای کسانی که میزان عذاب و عقاب آخرت و اسباب و مسبّبات آنجا را می‌دانند پر واضح است. پس، شمشیری که به گردن یهود بنی‌قریظه و امثال آنها زده می‌شد به افق رحمت نزدیک‌تر بوده و هست تا به افق غضب و سخط.
سید روح‌الله خمینی، رهبر انقلاب ۱۳۵۷ ایران در سخنرانی به تاریخ ۲۷ مرداد سال ۱۳۵۸ در جمع مردم می‌گوید:
مولای ما امیرالمؤمنین سلام الله علیه آن مرد نمونه عالم، آن انسان به تمام معنا انسان، آن که در عبادت آنطور بود و در زهد و تقوا آنطور و در رحم و مروت آنطور و با مستضعفین آنطور بود، با مستکبرین و با کسانی که توطئه می‌کنند، شمشیر را می‌کشت هفتصد نفر را در یک روز (چنانچه نقل می‌کنند) از یهود بنی قریظه که نظیر اسرائیل بود و اینها از نسل آن‌ها شاید باشند، از دم شمشیر گذراند.
جعفر شهیدی در این باره در کتابش می‌نویسد:
داستان یهودیان بنی قریظه مربوط به سال پنجم هجری است و باید در متن تاریخی و چهارچوب زمانی خودش نگریسته شود. بدون آشنایی با تغییراتی که محمد و آئین جدیدش در تنظیم رابطه و مناسبات اعراب قبیله نشین پدیدآورد، بدون اشراف به خُلق و خوی اعراب، بدون توجه به گفتمان غالب عصر جاهلی، بی اعنتا به عهد و پیمان‌هایی که مرسوم آن روزگار بود، بدون آگاهی از روال داستان سرایی اعراب که سعی می‌شده شنونده را مرعوب کنند یا داستان را بسیار مهم جلوه دهند و، بدون اطلاع از ویژگی‌های دو قبیله اوس و خزرج و رقابت‌های پنهان و آشکارشان با همدیگر و بسیار مسائل دیگر، نمی‌توان به‌طور حتم در مورد ماجرای بنی قریظه تنها به چند وقایع نویس که وقایع گوناگونی از این سرگذشت را به ثبت رسانده‌اند تکیه نمود، بلکه باید در تمامی ابعاد این مسئله را بررسی کرد. فاصله تاریخی میان راویان و واقعه بنی قریظه نیز اهمیت دارد. قدیمی‌ترین سندی که به حادثه بنی قریظه اشاره کرده، سیره ابن اسحاق است، ابن اسحاق (محمد بن اسحاق بن یسار) ۱۴۵ سال پس از واقعه از دنیا رفته و محمد بن جریر طبری هم که روایت ابن اسحاق را بی کم‌وکاست نقل کرده، حدود ۱۵۰ سال پس از وی آمده است.
بنا بر دنیل سی. پیترسن و مارتین لینگز، این تصمیم در تطابق با قانون موسی در سفر تثنیه ۲۰:۱۰–۱۴ بود.
مونتگمری وات در اینباره می‌گوید:
به محض آنکه مهاجمان مکه اطراف مدینه را ترک کردند، محمد به یهودیان بنی قریظه و دژهایشان حمله بردند و چون سرانجام تسلیم شدند، همهٔ مردان به قتل رسیدند و زنان و کودکان فروخته شدند. در چشم اعراب این عمل وحشیانه نبود و نشانهٔ قدرت به‌شمار می‌رفت، چه نشان می‌داد که مسلمانان از انتقام خونی بیمناک نیستند.
سید محمدحسین طباطبایی در تفسیر المیزان آورده است:
رسول خدا در پاسخ بنی‌قریظه که پیشنهاد کردند یک نفر را حکم قرار دهد، فرمود: هر یک از اصحاب مرا که خواستید می‌توانید حکم خود کنید، بنی‌قریظه سعد بن معاذ را اختیار کردند، رسول خدا قبول کرد، و دستور داد تا هر چه اسلحه دارند در قبه آن جناب جمع کنند، و سپس دست‌هایشان را از پشت بستند، و به یکدیگر پیوستند و در خانه اسامه بازداشت کردند، آنگاه رسول خدا دستور داد سعد بن معاذ را بیاورند، وقتی آمد، پرسید: با این یهودیان چه کنیم؟ عرضه داشت جنگی‌هایشان کشته شوند، و ذراری و زنانشان اسیر گردند، و اموالشان به‌عنوان غنیمت تقسیم شود، و ملک و باغاتشان تنها بین مهاجرین تقسیم شود، آنگاه به انصار گفت که اینجا وطن شما است، و شما ملک و باغ دارید و مهاجران ندارند.
رسول خدا تکبیر گفت، و فرمود: بین ما و آنان به حکم خدای عزوجل داوری کردی، و در بعضی روایات آمده که فرمود: به حکمی داوری کردی که خدا از بالای هفت رقیع رانده، و رقیع به معنای آسمان دنیا است.
آنگاه رسول خدا دستور داد مقاتلان ایشان را - که به‌طوری‌که گفته‌اند ششصد نفر بودند - کشتند، بعضی‌ها گفته‌اند: چهار صد و پنجاه نفر کشته و هفتصد و پنجاه نفر اسیر شدند…
- جعفر شهیدی می‌نویسد: به نظر می‌رسد ماجرای این غزوه، سال‌ها پس از تاریخ واقعه، به وسیله داستان‌گویی که از تیره خزرج بوده است دستکاری شده و به تحریر درآمده باشد. هدف این داستان‌گو این بوده است که به این وسیله نشان دهند حرمت طایفه اوس نزد پیامبر اسلام به‌اندازه طایفه خزرج نبود و برای همین است که پیغمبر اسلام هم پیمان‌های خزرج را نکشت، اما هم پیمانان اوس را گردن زد؛ و نیز خواسته است نشان دهد که رئیس قبیله اوس جانب هم پیمان‌های خود را رعایت کرده است.
- مالک بن انس، ابن اسحاق راوی اصلی این جریان را دجال می‌نامد، دلیل این نامگذاری، نقل داستان غزوات پیامبر اسلام با یهودیان از قول فرزندان یهودی عنوان شده است لذا مالک را می‌توان یکی از مخالفان این داستان دانست.
- ابن حجر عسقلانی، علت تضعیف ابن اسحاق از سوی مالک را نقل این‌گونه داستان‌ها می‌داند پس خود نیز جزء مخالفان این داستان قرار می‌گیرد.
- سید احمد برکات نیز با دلایل مختلف داستان نقل شده از طرف ابن اسحاق نسبت به یهودیان بنی‌قریظه را نفی می‌کند.
- ولید عرفات نیز با بیان فاصله زیاد بین ابن اسحاق و جریان بنی‌قریظه، نداشتن سند صحیح از سوی ابن اسحاق را دلیلی بر ضعف این داستان دانسته و دلایل دیگری نیز اقامه کرده است.

## میراث
کشتن بنی قریظه در دوران معاصر به صورت جدلی یا برای حمایت از ایده خیانت بی‌زمان یهودیان به مسلمانان (مانند سخنرانی‌های انور سادات، رئیس‌جمهور مصر در سال 1972 یا پرویز مشرف، رئیس‌جمهور پاکستان در سال 2001) یا ظلم بی‌زمان مسلمانان نسبت به یهودیان و مسلمانان به‌طور کلی مورد استفاده قرار گرفته است. سرنوشت بنی قریظه موضوع شعر عبری Ha-aharon li-Venei Kuraita (آخرین بنی قریظه) شائول چرنیچوفسکی شد.

### ارجاعات عمومی
- آهنچی، آذر (۱۳۷۷). «بنی قریظه». دانشنامه جهان اسلام. ج. ۴. تهران: بنیاد دائرةالمعارف اسلامی. ص. ۴۶۹–۴۷۰. شابک ۹۶۴-۴۴۷-۰۰۴-۴. بایگانی‌شده از اصلی در ۲۵ سپتامبر ۲۰۱۲. دریافت‌شده در ۲۵ سپتامبر ۲۰۱۲.
- داستان یهودیان بنی‌قُریْظه غبارآلود است
- Encyclopaedia of Islam. Ed. P. Bearman et al., Leiden: Brill, 1960–2005.
- Encyclopedia Judaica (CD-ROM Edition Version 1.0). Ed. Cecil Roth. Keter Publishing House, 1997. شابک ‎۹۶۵−۰۷−۰۶۶۵−۸
- Shorter Encyclopaedia of Islam. Ed. Hamilton A. R. Gibb, Johannes Hendrik Kramers. Leiden:Brill, 1953.
- Handwörterbuch des Islam. Ed. A. J. Wensinck, J. H. Kramers. Leiden: Brill, 1941.
- Muhammad: His Life Based on the Earliest Sources. Dr. Martin Lings, Islamic Texts Society, 1983. شابک ‎۹۷۸−۰۹۴۶۶۲۱۳۳۰

- WATT, w. MONTGOMERY (2008). "MUHAMMAD". The Cambridge History of Islam (به انگلیسی). Vol. 1A. Cambridge: Cambridge University Press.
- Khomeini, Ruhollah. Algar, Hamid (translator and editor). Islam and Revolution: Writing and Declarations of Imam Khomeini. Berkeley: Mizan Press, 1981